# Bidos
Bidos è un comune francese di 1 212 abitanti situato nel dipartimento dei Pirenei Atlantici nella regione della Nuova Aquitania.
Il territorio comunale è attraversato dalla gave d'Aspe, affluente della gave d'Oloron.

## Società

### Evoluzione demografica
Abitanti censiti